# José Durán Rivas
José Antonio Durán Rivas (Lugo, 29 de junio de 1974), más conocido como José Durán, es un entrenador de fútbol español que actualmente dirige al Bergantiños Fútbol Club de la Segunda Federación.

## Trayectoria

### Entrenador
Licenciado en Educación Física,  Entrenador y empresario fue preparador físico del Yaya María Ensino entre los 2000 y 2011, que compitió en la Liga Femenina de baloncesto donde fue subcampeón de liga en la temporada 2000-2001 y subcampeón de copa en la temporada 2001-2002.
Entre los años 2004 y 2015 perteneció a la federación española de baloncesto, como preparador físico de la U16, U17, U18 y U19 femeninas consiguiendo tres campeonatos de Europa y un segundo y tercer puesto
En 2004, José Durán fue técnico del primer equipo del Lugo en Tercera División, al que dirigió durante media liga, al que cogió hundido en las últimas posiciones y dejó a las puertas de la promoción de ascenso a Segunda B. También pasó por los juveniles de la entidad lucense.
En la campaña 05/06, el CD Foz recurrió a él en el ecuador del curso para evitar el descenso a Primera Autonómica.
En la siguiente temporada fue técnico del Viveiro, de donde salió con un extraño cruce de sensaciones por la negativa del club a seguir contando con sus servicios tras realizar un trabajo que considera correcto. Al acabar la temporada regresa al CD Foz.
Más tarde, volvió al CD Lugo para ser entrenador de juveniles y categorías inferiores.
En febrero de 2016, José Antonio Durán Rivas es elegido por el CD Lugo para sustituir, lo que queda de temporada, a Luis Milla como entrenador del equipo tras la dimisión del preparador turolense. El técnico estuvo más de diez años integrado en la estructura de la entidad, primero como futbolista y después como entrenador y preparador en diferentes categorías. Logró la permanencia con holgura, pero no continuó en el banquillo
El 5 de octubre de 2021, firma por el K Rupel Boom FC de la División Nacional 1 de Bélgica, al que dirige durante un mes.
El 17 de enero de 2023, tras la destitución de José Luis Lemos, firma por el Bergantiños Fútbol Club de la Segunda Federación.

## Clubes
| Club                    | País    | Año       |
| ----------------------- | ------- | --------- |
| CD Lugo                 | España  | 1998-2005 |
| CD Foz                  | España  | 2005-2006 |
| Viveiro CF              | España  | 2007-2008 |
| CD Foz                  | España  | 2008-2010 |
| CD Lugo Juvenil         | España  | 2010-2016 |
| CD Lugo                 | España  | 2016      |
| CD Lugo "B"             | España  | 2016-2020 |
| K Rupel Boom FC         | Bélgica | 2021      |
| Bergantiños Fútbol Club | España  | 2023-     |